# Il falegname di Livonia (Donizetti)
Pour les articles homonymes, voir Il falegname di Livonia.
Personnages
- Pietro il grande, tsar de Russie (basse)
- Caterina, sa femme (soprano)
- Carlo Scavronski, charpentier de Livonie (ténor)
- Anetta Mazeppa, amie de l'aubergiste (soprano)
- Madama Fritz, aubergiste (mezzo-soprano)
- Firman-Trombest, usurier (baryton)
- Ser Cuccupis, magistrat (basse)
- Hondediski, capitaine moscovite (basse)
- Paysans, comptables, courriers, suite du tsar.

Il falegname di Livonia, ossia Pietro il grande, Kzar delle Russie (Le Menuisier de Livonie, ou Pierre le Grand, tsar de Russie) est un opéra semiseria (melodramma burlesco) en 2 actes, musique de Gaetano Donizetti, livret du marquis Gherardo Bevilacqua-Aldobrandini, représenté pour la première fois au Teatro San Samuele de Venise le 26 décembre 1819.

## Histoire
L'épisode de l'éducation du tsar Pierre le Grand employé comme simple ouvrier sur un chantier naval a eu une étonnante fortune lyrique. Outre l'opéra très célèbre d'Albert Lortzing Zar und Zimmermann (1837), il a inspiré Grétry (Pierre le Grand, 1790), Meyerbeer (L'Étoile du Nord, 1854) et Donizetti à deux reprises : dans Il falegname di Livonia et, en second lieu, dans Il borgomastro di Sardaam (1827).
Le livret du marquis Bevilacqua-Aldobrandini pour Il falegname di Livonia est tiré d'une comédie en 3 actes et en prose d'Alexandre Duval, Le Menuisier de Livonie, ou les Illustres voyageurs, représentée à Paris le 9 mars 1805. Elle avait déjà inspiré un livret de Felice Romani, portant le même titre, mis en musique avec beaucoup de succès par Giovanni Pacini (Milan, 12 avril 1819), dont Bevilacqua-Aldobrandini a pu s'inspirer. Le même sujet a également fourni, sur un livret de Bartolomeo Merelli, la trame d'un opéra de Nicola Vaccai (1824). Ici, le charpentier n'est pas le tsar lui-même, mais un frère de la tsarine, mais l'opéra joue sur l'incognito du couple impérial.
L'ouvrage avait été commandé au jeune Donizetti, qui s'était fait remarquer en 1818 à Venise avec le relatif succès de son premier opéra représenté, Enrico di Borgogna, par la direction du Teatro San Samuele, qui connaissait des difficultés grandissantes. Il fut composé soit à Bergame, soit à Venise. La première représentation, qui eut lieu le 26 décembre 1819 pour l'ouverture de la saison du carnaval 1819-1820, semble avoir été tièdement accueillie. Cela n'empêcha pas l'ouvrage d'être repris en ouverture de la saison du carnaval 1823-1824 au Teatro comunale de Bologne, ville dont le librettiste était originaire, puis de connaître une honorable carrière en Italie (Vérone, 1825 ; Bologne, 1826 ; Padoue, 1826 ; Venise, Teatro San Benedetto, 1827 ; Spolète, 1829). 
Il tomba ensuite dans l'oubli et ne fut ressuscité que le 27 mai 2003 pour la réouverture de l'Opéra de chambre de Saint-Pétersbourg. Il fut repris en juillet 2004 dans le cadre du « Festival della Valle d'Itria » dans la cour d'honneur du Palais ducal de Martina Franca.

## Distribution
| Rôle | Type de voix     | Interprètes lors de la première le 26 décembre 1819 |
| --- | ---------------- | --------------------------------------------------- |
| Pietro il grande, Kzar delle Russie Pierre le Grand, tsar de Russie                                      | basse chantante  | Vincenzo Botticcelli                                |
| Caterina, imperatrice Sua consorte Catherine Ire de Russie, tsarine, sa femme                            | soprano          | Adelaide Raffi                                      |
| Carlo Scavronski, falegname di Livonia Charles Scavronski, menuisier de Livonie                          | ténor            | Giovanni Battista Verger                            |
| Madama Fritz, locandiera Madame Fritz, aubergiste                                                        | soprano          | Caterina Amati                                      |
| Annetta Mazeppa, locandiera Anette Mazeppa, amie de l'aubergiste                                         | soprano          | Angela Bertozzi                                     |
| Ser Cuccupis, magistrato M. Cuccupis, magistrat                                                          | basse bouffe     | Luigi Martinelli                                    |
| Firman-Trombest, usuraio Firman-Trombest, usurier                                                        | baryton (bouffe) | Giuseppe Guglielmini                                |
| Hondediski, capitano moscovita Hondediski, capitaine moscovite                                           | ténor            | Gaetano Rambaldi                                    |
| Villici, sindaci, corrieri, seguito dello zar, sterlizzi. Paysans, comptables, courriers, suite du tsar. |                  |                                                     |

## Argument
La scène se déroule dans une ville riche et peuplée de Livonie.

### Acte I
Vue de la ville et plus particulièrement du palais du juge, à l'aube.

Sur la droite, des paysans munis d'arcs et de flèches se préparent pour la chasse. Sur la gauche, Hondedinski à la tête d'un détachement de soldats russes. Carlo travaille à son établi de menuisier.
Un jeune menuisier nommé Carlo aime Annetta, jeune orpheline amie de Mme Fritz, qui tient auberge dans la province de Livonie. Il se dispute avec un usurier, Firman-Trombest, au sujet d'un bracelet qu'elle lui a donné en gage. Leur altercation est interrompue par l'arrivée de deux étrangers à l'air impressionnant, qui se révéleront plus tard être le tsar Pierre le Grand (Pietro) et sa femme l'impératrice Catherine (Caterina), à la recherche d'un frère disparu de la tsarine, originaire de Livonie. 
Pietro interroge Carlo au sujet de sa famille, mais les réponses du jeune homme ne sont pas satisfaisantes et il prend un ton insolent. Le ton monte et Pietro le menace. Le magistrat de la ville, Ser Cuccupis, personnage pompeux et ridicule, se querelle également avec Pietro et le menace d'en référer au tsar. Pietro se fait alors passer pour un grand officier de celui-ci, Menchikov, ce qui radoucit le magistrat qui met Carlo en prison.
Mme Fritz produit une vieille lettre trouvée avec Carlo lorsqu'il était bébé, révélant qu'il est le fils de Carlo Scavronski, gentilhomme de Livonie mort au service de la Suède. Celui-ci avait une sœur qu'on croit morte au sac de Magdebourg. À ces mots, Caterina se laisse tomber toute pâle sur une chaise, à la stupéfaction générale.

### Acte II
À l'intérieur de la maison du magistrat. Au milieu de la nuit.
Mme Fritz se présente auprès du magistrat et essaie d'obtenir la libération de Carlo. Mais le tsar, convaincu désormais qu'il s'agit du frère de la tsarine, intervient : Carlo est libéré et il présente Annetta à ses bienfaiteurs, dont il ignore toujours l'identité, en les prévenant que le tsar ne doit jamais la rencontrer car elle est la fille de son ennemi juré Ivan Mazepa. Apprenant que ce dernier est mort, le tsar pardonne à Annetta. C'est le moment que choisit le capitaine des gardes pour révéler l'identité de Pietro au magistrat. Ce dernier essaie de rentrer dans les bonnes grâces du tsar pour obtenir une promotion mais Pietro, qui l'a percé à jour, le limoge. Carlo, reconnu par sa sœur, est anobli par son beau-frère et autorisé à épouser Annetta. Le peuple acclame le couple impérial pour sa générosité.

## Structure de l'opéra
1. Introduzione
2. Cavatine (Mme Fritz)
3. Entrée (Pietro)
4. Scène et duetto (Carlo, Mme Fritz)
5. Aria (magistrat)
6. Duetto (Pietro, magistrat)
7. Récitatif et cavatine (Annetta)
8. Final Acte I
9. Duetto (Mme Fritz, magistrat)
10. Scène et aria (Carlo)
11. Scène et sextuor
12. Aria (Caterina)
13. Chœur
14. Scène et aria (Mme Fritz)
15. Final Acte II

## Analyse
L'influence de Rossini est sensible un peu partout dans la partition que William Ashbrook juge : « un [...] mélange maladroit de naïveté et d'ingrédients rossiniens insuffisamment assimilés ». Dans certains passages, Donizetti recherche un effet comique en pastichant le style de Rossini comme dans l'air de Mme Fritz à l'Acte I Qual ardir ! qual brondo ignudo !. Dans d'autres cas, il s'agit d'imitation pure et simple comme dans le sextuor de l'Acte II Ah, quel colpo ! qui reprend jusqu'aux premiers mots du trio de l'Acte II d’Il barbiere di Siviglia de Rossini. De même, le rôle de Pietro, surchargé d'ornements qui contrastent avec la relative simplicité des autres rôles, évoque Rossini, tout comme le personnage du magistrat dont l'écriture vocale fait penser à celle du rôle de Don Magnifico dans Cenerentola.
La personnalité de Donizetti transparaît toutefois dans le larghetto mélancolique d'Annetta Veder l'amato oggetto (Acte I, scène 12), dans le duo entre Pietro et le magistrat Ser Cuccuppis siete voi ? (Acte I, scène 9), dans lequel Tom Kaufman trouve des accents du célèbre Cheti cheti de Don Pasquale et l'aria de Carlo Il dolce nome, e tenero (Acte II, scène 6).

## Discographie
| Année | Distribution (Pietro, Caterina, Carlo, Annetta, Mme Fritz)                         | Chef d'orchestre, Opéra et Orchestre                                               | Label                                                        |
| ----- | ---------------------------------------------------------------------------------- | ---------------------------------------------------------------------------------- | ------------------------------------------------------------ |
| 1987  | Russell Smythe, Susan Bickley, Kevin John, Myrna Moreno, Marilyn Hill-Smith        | David Parry, Orchestre Philharmonia, Chœur Geoffrey Mitchell                       | CD Audio : Opera Rara Cat: ORCH 103 Enregistrement en studio |
| 2004  | Vito Priante, Eufemia Tafuro, Alessandro Codeluppi, Rosa Sorice, Rosa Anna Peraino | Marco Berdondini, Orchestre international d'Italie, Chœur de chambre de Bratislava | CD Audio : Dynamic Cat: CDS 473-1/2 Enregistrement live      |

### Sources
- (en) William Ashbrook, Donizetti and his operas, Cambridge University Press, 1982  (ISBN 0-521-27663-2)
- (it) Maria Chiara Bertieri, « Gaetano Donizetti - Pietro il grande, Kzar delle Russie, o sia Il falegname di Livonia », sur www.donizetti.org (consulté le 7 septembre 2008)
- (fr) Yonel Buldrini, « Pietro il Grande, Kzar delle Russie o sia Il Falegname di Livonia », sur www.forumopera.com, 2005 (consulté le 7 septembre 2008)
- (fr) Piotr Kaminski, Mille et un opéras, Paris, Fayard, coll. Les Indispensables de la musique, 2003  (ISBN 978-2-213-60017-8)
- (en) Tom Kaufman, « DONIZETTI: Pietro il Grande », sur www.operatoday.com, 2005 (consulté le 7 septembre 2008)
- (it) « Gaetano Donizetti - Pietro il grande, ossia Il falegname di Livonia », sur www.magiadellopera.com (consulté le 7 septembre 2008)